# Боровская волость (Барнаульский уезд)
Боровская во́лость — историческая административно-территориальная единица в составе Барнаульского уезда Томской губернии (с 1917 – Алтайской губернии). Административный центр — село Боровское.
Бывшая Боровская волость в нынешнее время занимает часть Мамонтовского и Алейского районов Алтайского края.

## История
Волость образована в 1897 году, путём выделения из Касмалинской волости Барнаульского округа, в ходе проводившихся изменений административно-территориального деления Томской губернии (был образован ряд новых волостей в пределах существовавшего Барнаульского округа, а сам округ преобразован в Барнаульский уезд). После образования Алтайской губернии 17 июня 1917 года продолжала существовать в  составе Барнаульского уезда  до 27 мая 1924 года, когда  на основе упраздненной Боровской волости был создан Боровской район Барнаульского уезда Алтайской губернии.

## Инфраструктура
Основа экономики — сельское хозяйство.
На её территории на 11 поселений приходилось около 200 сельскохозяйственных машин, было много маслодельных производств и большой ассортимент иных промыслов: пимокатный, портняжный, торговый, столярный, сапожный, санный и другие.

## Административное деление
После образования в Боровскую волость входили:
село Боровское
деревня Серебренникова
село Парфёново
деревня Песчаная
деревня Ворониха
деревня Урлапова
село Болвашинское
деревня Коробейникова
деревня Костин Лог
деревня Травная
заселок Сыропятский

## Население
За время существования волости её население постоянно росло: по данным 1899 года оно составляло 17624 человека (8975 мужчин и 8649 женщин), а по данным переписи 1911 года уже 27901 человек (14205 мужчин и 13696 женщин). В составе волости были сохранены все населённые пункты, за исключением заселка Сыропятского, переданного в Касмалинскую волость.

## Известные личности
- Хорошилов, Евдоким Владимирович — герой Русской армии, отличившийся в сражениях Первой мировой войны; полный Георгиевский кавалер.